# Glipa
Glipa is een geslacht van kevers uit de familie spartelkevers (Mordellidae).
Het geslacht is voor het eerst wetenschappelijk beschreven in 1859 door LeConte.

## Soorten
Het geslacht omvat de volgende soorten:
- Glipa acutimaculata Takakuwa, 2000
- Glipa afrirozui Nakane, 1949
- Glipa albannulata Takakuwa, 2000
- Glipa alboscutellata Kôno, 1934
- Glipa andamana Píc, 1941
- Glipa angustatissima Píc, 1911
- Glipa angustilineata Fan & Yang, 1993
- Glipa annulata (Redtenbacher, 1868)
- Glipa asahinai Nakane & Nomura, 1950
- Glipa atripennis Píc, 1923
- Glipa atriventris Píc, 1923
- Glipa aurata Ray, 1930
- Glipa australiasis Píc, 1941
- Glipa azumai Nakane, 1950
- Glipa baeri Píc, 1917
- Glipa bakeri Ray, 1930
- Glipa balabacana Píc, 1917
- Glipa bandana Píc, 1932
- Glipa basiaurea Takakuwa, 2000
- Glipa basilewskyi Ermisch, 1952
- Glipa batjanensis Píc, 1917
- Glipa bicolor
- Glipa bifasciata Pic, 1920
- Glipa bisbimaculata Píc, 1911
- Glipa brevicauda Blair, 1931
- Glipa brunneipennis Ermisch, 1955
- Glipa cinereonigra (Fairmaire, 1893)
- Glipa cladoda Fan & Yang, 1993
- Glipa curtopyga Fan & Yang, 1993
- Glipa diversepubens Píc, 1941
- Glipa dohertyi Pic, 1932
- Glipa durvillei (Boisduval, 1835)
- Glipa elongata McLeay
- Glipa fanjingana Yang & Fan, 1988
- Glipa fasciata Kôno, 1928
- Glipa favareli Píc, 1917
- Glipa flava Fan & Yang, 1993
- Glipa formosana Píc, 1911
- Glipa franciscoloi Takakuwa, 2000
- Glipa fukiensis Ermisch, 1940
- Glipa gigantea Píc, 1911
- Glipa gounellei Píc, 1917
- Glipa gracillima Takakuwa, 2000
- Glipa griseopubescens Franciscolo, 1952
- Glipa guamensis Blair, 1942
- Glipa hatayamai Takakuwa, 2000
- Glipa hieroglyphica Schwarz, 1878
- Glipa hilaris (Say, 1835)
- Glipa impressipennis Píc, 1924
- Glipa inexpectata Takakuwa, 2000
- Glipa inflammata (LeConte, 1862)
- Glipa insignata Píc, 1941
- Glipa iridescens Franciscolo, 1952
- Glipa ishigakiana Kôno, 1932
- Glipa isolata Ray, 1930
- Glipa karubei Takakuwa, 1993
- Glipa kashiwaii Takakuwa, 2000
- Glipa klapperichi Ermisch, 1940
- Glipa komiyai Takakuwa, 2000
- Glipa kurosawai Takakuwa, 1985
- Glipa kusamai Takakuwa, 1999
- Glipa laosensis Pic, 1922
- Glipa latenotata Píc, 1923
- Glipa latepyga Ermisch, 1952
- Glipa longipennis Fairmaire, 1905
- Glipa longispinosa Takakuwa, 2000
- Glipa lottini Boisduval
- Glipa luteofasciata Pic, 1930
- Glipa luteopubens Pic, 1936
- Glipa maruyamai Takakuwa, 2000
- Glipa masatakai Chûjô, 1962
- Glipa matsukai Takakuwa, 2000
- Glipa nigronotata Píc, 1941
- Glipa nigrosignata Chevrolat, 1882
- Glipa nipponica Nomura, 1957
- Glipa novaguineae Franciscolo, 1952
- Glipa obliquivittata Fan & Yang, 1993
- Glipa obliterata Píc, 1932
- Glipa oculata (Say, 1835)
- Glipa ogasawarensis Kôno, 1928
- Glipa ohgushii Chûjô, 1957
- Glipa ohmomoi Takakuwa, 2000
- Glipa ornata Fairmaire, 1895
- Glipa oshimana Nomura, 1966
- Glipa oxygonia (Franciscolo, 1952)
- Glipa palawana Píc, 1923
- Glipa paulonotata Pic, 1941
- Glipa pici Ermisch, 1940
- Glipa pseudofasciata Fan & Yang, 1993
- Glipa quadrifasciata Chevrolat, 1882
- Glipa quiquefasciata Píc, 1933
- Glipa rectefasciata Píc, 1941
- Glipa rufomaculata Píc, 1923
- Glipa rufonotata Píc, 1917
- Glipa rufotincta Píc, 1917
- Glipa sachiyoae Takakuwa, 2000
- Glipa sanfilippoi Franciscolo, 1998
- Glipa satoi Nakane & Nomura, 1950
- Glipa satorum Takakuwa, 2003
- Glipa sauteri Píc, 1911
- Glipa separata Píc, 1941
- Glipa shirozui Nakane, 1949
- Glipa siamemsis Píc, 1923
- Glipa stenaliodes Blair, 1931
- Glipa suberecta Píc, 1923
- Glipa subflava Takakuwa, 2000
- Glipa subsinuata Píc, 1917
- Glipa subsinuatipennis Píc, 1936
- Glipa testaceicoxis Píc, 1917
- Glipa textilis (Montrouzier, 1855)
- Glipa thoracica Horák, 1994
- Glipa torneensis Píc, 1917
- Glipa tricolor (Wiedem, 1823)
- Glipa tripartita Pic, 1934
- Glipa uenoi Takakuwa, 1986
- Glipa vittatipennis Píc, 1928
- Glipa watanabei Takakuwa, 2000
- Glipa watanabeorum Takakuwa, 2002
- Glipa zhangi Fan & Yang, 1993